# Gare de Crépy - Couvron
Ne doit pas être confondu avec Gare de Crépy-en-Valois.
La gare de Crépy - Couvron est une gare ferroviaire française de la ligne d'Amiens à Laon, située sur le territoire de la commune de Crépy, à proximité de Couvron-et-Aumencourt, dans le département de l'Aisne en région Hauts-de-France. 
C'est une halte ferroviaire de la Société nationale des chemins de fer français (SNCF), desservie par des trains TER Hauts-de-France.

## Fréquentation
Selon les estimations de la SNCF, la fréquentation annuelle de la gare s'élève aux nombres indiqués dans le tableau ci-dessous.
| Année               | 2023  | 2022  | 2021  | 2020  | 2019  | 2018  | 2017  | 2016  | 2015  |
| ------------------- | ----- | ----- | ----- | ----- | ----- | ----- | ----- | ----- | ----- |
| Nombre de voyageurs | 3 634 | 4 207 | 3 363 | 2 223 | 2 684 | 1 993 | 1 738 | 3 029 | 4 094 |

## Situation ferroviaire
Établie à 80 m d'altitude, la gare de Crépy - Couvron est située au point kilométrique (PK) 97,159 de la ligne d'Amiens à Laon entre les gares voyageurs ouvertes de Versigny et de Laon.
Elle dépend de la région ferroviaire d'Amiens. Elle dispose de deux voies principales (V1 et V2) et deux quais d'une « longueur continue maximale » (longueur utile) : de 343 m pour le quai 1 (V1) et 196 m pour le quai 2 (V2).

## Service des voyageurs

### Accueil
Halte SNCF, c'est un point d'arrêt non géré (PANG) à accès libre.
Une passerelle permet le passage d'un quai à l'autre.

### Desserte
Crépy - Couvron est desservie par des trains régionaux TER Hauts-de-France.

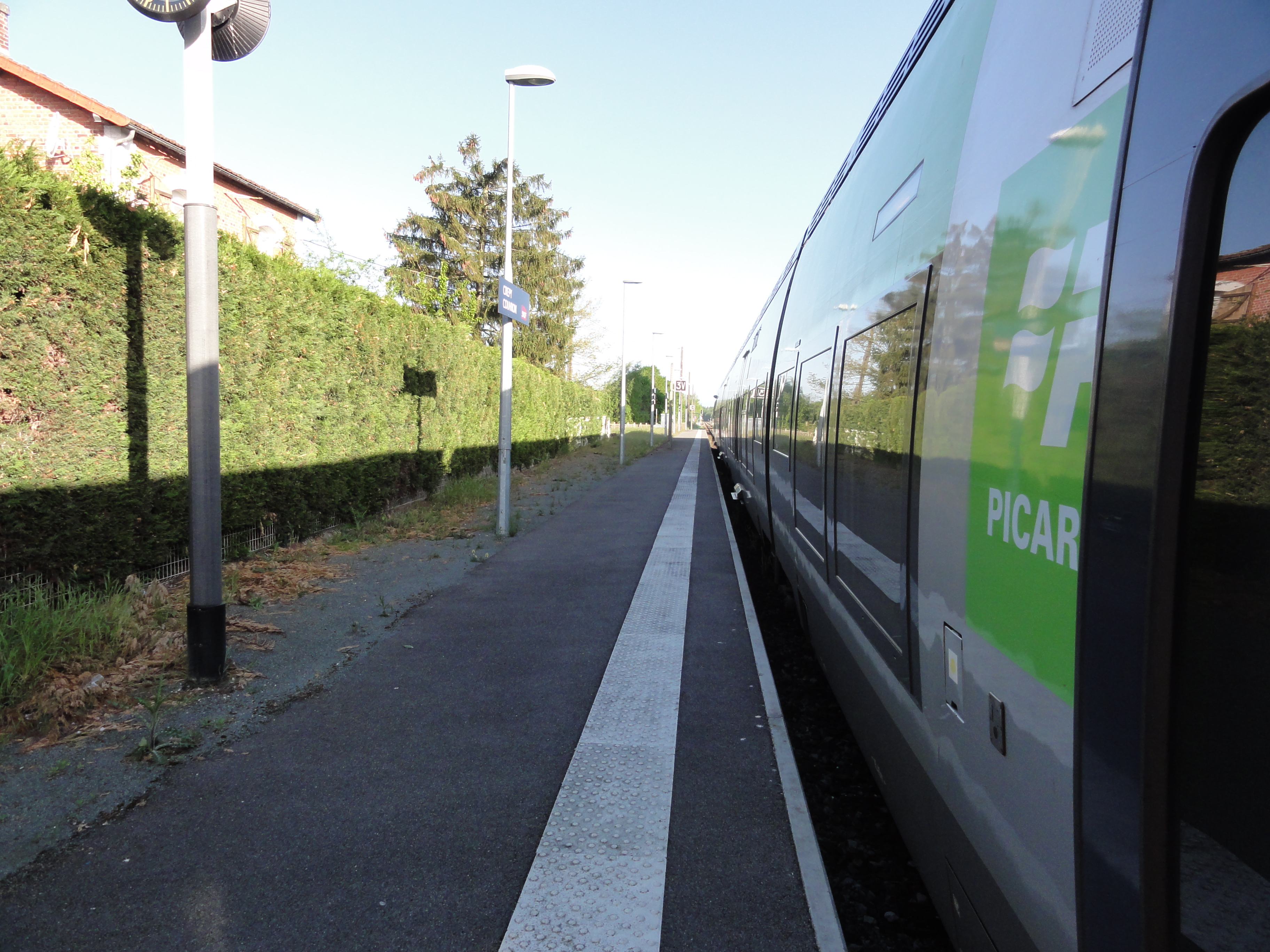
Un train TER Picardie dans la gare de Crépy - Couvron

### Intermodalité
Le parking des véhicules est possible à proximité de la passerelle.